# Bode Miller
Bode Miller   (Easton, 12 d'octubre de 1977) és un esquiador alpí estatunidenc, un dels més destacats de la dècada del 2000.

## Biografia
Va néixer el 12 d'octubre de 1977 a la població d'Easton, situada a l'estat de Nou Hampshire.

## Carrera esportiva
Va participar en els Jocs Olímpics d'Hivern de 1998 realitzats a Nagano (Japó), on no aconseguí acabar cap de les dues proves que disputà (eslàlom gegant i eslàlom). En els Jocs Olímpics d'Hivern de 2002 realitzats a Salt Lake City (Estats Units) aconseguí guanyar dues medalles de plata en les proves d'eslàlom gegant i de combinada alpina, si bé finalitzà vint-i-quatrè en la prova d'eslàlom especial. En els Jocs Olímpics d'Hivern de 2006 reatitzats a Torí (Itàlia) no aconseguí guanyar cap medalla, sent el seu cinquè lloc en la prova de descens el seu resultat més destacat així com el sisè lloc en la prova d'eslàlom gegant. En els Jocs Olímpics d'Hivern de 2010 realitzats a Vancouver (Canadà) aconseguí guanyar tres medalles: la medalla d'or en la prova de combinada alpina, la medalla de plata en la prova de supergegant i la medalla de bronze en la prova de descens.
Als Jocs Olímpics d'Hivern de 2014 realitzats a Sotxi (Rússia), i amb 36 anys, va aconseguir guanyar la medalla de bronze en la prova de super gegant, i finalitzà sisè en la prova combinada, vuitè en el descens i vintè en l'eslàlom gegant.
Al llarg de la seva carrera ha guanyat cinc medalles en el Campionat del Món d'esquí alpí, destacant quatre medalles d'or.

### Resultats a la Copa del Món
- 32 victòries
  - 9 gegants
  - 7 descensos
  - 6 combinades
  - 5 super gegants
  - 5 eslàloms

| Temporada | Especialitat   |
| --------- | -------------- |
| 2003      | combinada      |
| 2004      | eslàlom gegant |
| 2004      | combinada      |
| 2005      | General        |
| 2005      | super gegant   |
| 2007      | super gegant   |
| 2008      | General        |
| 2008      | combinada      |

| Data                   | Seu                         | Cursa          |
| ---------------------- | --------------------------- | -------------- |
| 9 de desembre de 2001  | França Val d'Isère          | Eslàlom gegant |
| 10 de desembre de 2001 | Itàlia Madonna di Campiglio | Eslàlom        |
| 6 de gener de 2002     | Suïssa Adelboden            | Eslàlom        |
| 22 de gener de 2002    | Àustria Schladming          | Eslàlom        |
| 22 de desembre de 2002 | Itàlia Alta Badia           | Eslàlom gegant |
| 4 de gener de 2003     | Eslovènia Kranjska Gora     | Eslàlom gegant |
| 26 d'octubre de 2003   | Àustria Sölden              | Eslàlom gegant |
| 22 de novembre de 2003 | Estats Units Park City      | Eslàlom gegant |
| 11 de gener de 2004    | França Chamonix             | Combinada      |
| 25 de gener de 2004    | Àustria Kitzbühel           | Combinada      |
| 15 de febrer de 2004   | Àustria St. Anton           | Eslàlom        |
| 28 de febrer de 2004   | Eslovènia Kranjska Gora     | Eslàlom gegant |
| 24 d'octubre de 2004   | Àustria Sölden              | Eslàlom gegant |
| 27 de novembre de 2004 | Canadà Lake Louise          | Descens        |
| 28 de novembre de 2004 | Canadà Lake Louise          | Super gegant   |
| 3 de desembre de 2004  | Estats Units Beaver Creek   | Descens        |
| 12 de desembre de 2004 | França Val d'Isère          | Eslàlom gegant |
| 13 de desembre de 2004 | Itàlia Sestriere            | Eslàlom        |
| 11 de març de 2005     | Suïssa Lenzerheide          | Super gegant   |
| 3 de desembre de 2005  | Estats Units Beaver Creek   | Eslàlom gegant |
| 16 de març de 2006     | Suècia Åre                  | Super gegant   |
| 1 de desembre de 2006  | Estats Units Beaver Creek   | Descens        |
| 15 de desembre de 2006 | Itàlia Val Gardena          | Super gegant   |
| 20 de desembre de 2006 | Àustria Hinterstoder        | Super gegant   |
| 13 de gener de 2007    | Suïssa Wengen               | Descens        |
| 29 de desembre de 2007 | Itàlia Bormio               | Descens        |
| 13 de gener de 2008    | Suïssa Wengen               | Descens        |
| 20 de gener de 2008    | Àustria Kitzbühel           | Combinada      |
| 27 de gener de 2008    | França Chamonix             | Combinada      |
| 3 de febrer de 2008    | França Val d'Isère          | Combinada      |
| 1 de març de 2008      | Noruega Kvitfjell           | Descens        |
| 15 de gener de 2010    | Suïssa Wengen               | Combinada      |